# Inmaculada Concepción (Zurbarán, Museo Cerralbo)
Inmaculada Concepción es el tema de un cuadro de Francisco de Zurbarán realizado ca.1645, que consta con el número 194 en el catálogo razonado y crítico, realizado por la historiadora del arte Odile Delenda, especializada en este pintor.

## Introducción
La doctrina de la Inmaculada Concepción tuvo gran importancia en España desde principios del Medievo, y esta devoción fue afirmándose con el paso del tiempo, aunque no fuera apoyada oficialmente por el Concilio de Trento. Tratadistas como Luis del Alcázar —en el año 1618— y pintores como Francisco Pacheco, en su Arte de la pintura, fueron determinando su plasmación pictórica, especialmente en Sevilla. Las Inmaculadas de Zurbarán definieron un modelo de este tema, que posteriormente fue continuado por Bartolomé Esteban Murillo.
Las normas iconográficas de Pacheco nunca se cumplieron rigurosamente, siendo este mismo artista el primero en transgredirlas. También las transgredió Zurbarán en el presente lienzo o en la Inmaculada Concepción (Fundación Focus). Ambas obras responden a la misma idea compositiva, y fueron pintadas en la misma época, si bien en esta última versión parece haber mayor participación del taller del maestro.

## Descripción de la obra
Datos técnicos y registrales
- Madrid, Museo Cerralbo;
- Pintura al óleo sobre lienzo 201 x 145 cm;
- Fecha de realización:ca.1640-1645;
- Catalogado por O.Delenda con el número 194 y por Tiziana Frati con el número 313;[4]
- Sello del marqués de Salamanca en el bastidor.[5]

### Análisis de la obra
Varias Inmaculadas pintadas por Zurbarán en la década de los 40, presentan audaces variaciones sobre este tema, tanto respecto a la composición como a la iconografía. Los atributos de las letanías lauretanas han desaparecido de alrededor de la figura de María, substituidos por cabezas de angelitos. Algunos atributos permanecen en un brumoso paisaje —en la parte inferior— someramente pintados, envueltos en una luz dorada que los diluye en el fondo. La Virgen parece flotar en un cielo dorado, y también difiere de las versiones anteriores: su figura ondula levemente, su canon es mucho más alargado, y las nubes que la rodean son más claras. Viste una túnica rosa, su manto es azul profundo, ondulando airosamente.
A los pies de María se halla una sinuosa serpiente, mordiendo una manzana que alude a Eva. Ello es inusual en la obra de Zurbarán, como tampoco lo son los picos de la luna alzados hacia arriba, quizás para no confundirse con el cuerpo del reptil. Tal vez esta luna menguante sea un añadido posterior, ya que debajo de la peana —formada por cabecitas de querubines—se ve un globo blanco y redondo, que también podría ser la luna. Tampoco es corriente la presencia del Espíritu Santo en forma de paloma, encima de la cabeza de la Virgen. Estas particularidades, que se veían en algunos grabados y pinturas de finales del siglo XVI, podrían ser el resultado de un encargo especial.

## Procedencia
1. Madrid, siglo XVII, colección marqués de Leganés(?);
2. París, venta marqués de Salamanca, 3-6 de junio de 1867, n° 49 (635 FF, no vendido);
3. París, venta marqués de Salamanca, 25-26 de enero de 1875, n° 43 (1.010 FF);
4. Comprado en 1884 con más obras del Palacio de Vista Alegre, residencia del marqués de Salamanca;
5. Colección de Enrique de Aguilera y Gamboa, marqués de Cerralbo;
6. Legado al Estado español en 1922.[5]